# Small Ekombe
Pour les articles homonymes, voir Ekombe.
Small Ekombe (ou Ekombe Small) est un village du Cameroun situé dans le département de la Meme et la Région du Sud-Ouest, à 8 km au sud-ouest de Kumba, sur la route reliant cette ville à Mbonge. 

## Population
La localité comptait 1 563 habitants en 1953 et 1 376 en 1967, principalement des Ekombe, du groupe Oroko.
Lors du recensement de 1987, on y a dénombré 2 272 personnes.

## Éducation
Une école privée catholique y a été construite en 1950.
Small Ekombe est doté d'un établissement scolaire général de 1er cycle, anglophone.